# 弗雷德·菲尔普斯
老弗雷德·沃尔德伦·菲尔普斯（Fred Waldron Phelps, Sr.，1929年11月13日－2014年3月19日）美國牧师。

## 生平
出生于美国密西西比州默里迪恩，是位于美国堪萨斯州托皮卡的威斯特布路浸信会(WBC)的一名牧师。
他和该浸信会成员曾发表过许多充满争议和仇恨的言论，反對其他一切宗教，其中以反同性恋的言论和口号，包括“上帝憎恶同性恋者”（God Hates Fags）、“美国死定了”（America Is Doomed）、“感谢上帝、美国死了大兵”（Thank God for Dead Soldiers）最为著名。建立有Godhatesfags.com一网站，引用圣经内容谴责同性恋、双性恋和变性行为。此外也发表过反犹太、反天主教、反瑞典、反爱尔兰以及反对对美国旗帜的过度崇拜等其他诸多争议和仇恨的言论。
他所在的威斯特布路浸信会目前有71名成员，其中60人与菲尔普斯有亲戚关系。该组织被反诽谤联盟和南方反贫穷法律中心列为仇恨团体（hate group）并加以监控。